# Popillia
Popillia is een geslacht van kevers uit de  familie van de bladsprietkevers (Scarabaeidae).

## Soorten
- Popillia japonica Newman, 1841 – Japanse kever
- Popillia bipunctatus Fabricius, 1787